# 吉田誠 (クラリネット奏者)
吉田 誠（よしだ　まこと、1987年 - ）は日本のクラリネット奏者、指揮者。 

## 人物
兵庫県生まれ。私立三田学園高等学校卒業後、2006年、東京藝術大学入学後に渡仏。2008年、フランス地方国立リュエル・マルメゾン音楽院を審査員満場一致の最優秀賞ならびにヴィルトゥオーゾ賞を得て、高等課程を最短2年で卒業。文化庁海外新進芸術家派遣員として、2009年にパリ国立高等音楽・舞踊学校に首席入学し、ミシェル・アリニョン、パスカル・モラゲスらのもとで研鑽を積み、ジュネーヴ国立高等音楽院では、ロマン・ギュイヨに師事した。第19回欧日音楽講座に於いて、ミシェル・アリニョン特別賞を特設され授与。2012年から2014年にサイトウ・キネン・フィスティバル松本（現セイジ・オザワ 松本フェスティバル）＋松本市民芸術館共同企画『兵士の物語』に毎年出演。2014年、トヨタ・マスター・プレイヤーズ、ウィーンのソリストに抜擢され、全国ツアーに参加し、巨匠ペーター・シュミードルとクロンマーの『2台のクラリネットのための協奏曲』を演奏。同年テビューアルバム「くらりずむ」をリリース。
2015年には自主企画リサイタルシリーズ「五つの記憶」を始動し、アート・ディレクターの田村吾郎とのコラボレーションも大きな話題となった。同年、ラ・フォル・ジュルネ・オ・ジャポン、ルツェルン・フェスティバル・アークノヴァ2015 in 福島の音楽祭へデビュー。
2016/17シーズンは、2か月連続でテレビ朝日『題名のない音楽会』で特集が組まれ、音楽業界の注目を集める。6月、萩原麻未、成田達輝、横坂源と共に「メシアン：時の終わりのための四重奏曲」の全国ツアー行い、サントリーホール チェンバー・ミュージック・ガーデンにもデビュー。10月にはダニエル・オッテンザマーの代役として、ウェーバーのクラリネット五重奏を演奏。神戸国際芸術祭（音楽監督：ヘーデンボルク・直樹）へのデビューを果たした。
2017/18シーズンは、ピアニスト小菅優のプロジェクト「ベートーヴェン詣」にて、小菅優、フィリップ・トーンドゥル、トゥーニス・ファン・デア・ズヴァールト、小山莉絵との共演によるベートーヴェン、モーツァルト、藤倉大のピアノと管楽のための五重奏曲の全国ツアーへの参加、8月には小菅優をピアニストに迎えたスイス、ドイツ、オーストリア、フランスでのリサイタルが現地メディアから絶賛を博す。国内では11月には浜離宮朝日ホールにて、自主企画リサイタルシリーズ「五つの記憶」の第3回の開催、海外では18年2月にはロンドンのウィグモアホールにデビュー。
2018/19シーズンは、ライナー・キュッヒル率いるキュッヒル・クァルテットとの共演、東京文化会館小ホールにて大崎結真をピアニストに迎えたリサイタルの開催、シトコヴェツキー・トリオとの日本ツアーほか、フランス、ドイツ、オーストリアでの室内楽公演を行い、精力的な活動を展開。
これまでに秋山和慶、大植英次、大友直人、小林研一郎、藤岡幸夫らの指揮のもと、東京交響楽団、東京フィルハーモニー交響楽団、日本フィルハーモニー交響楽団、大阪フィルハーモニー交響楽団、関西フィルハーモニー管弦楽団等のオーケストラとソリストとして共演する他、サントリーホール、東京文化会館、紀尾井ホールをはじめ、国内各地の主要ホールでリサイタル、室内楽公演を重ねている。
クラリネットを浜中浩一、村井祐二、山本正治、松本健司、フローラン・エオー、ミシェル・ルティエック、クリストフ・ツィンパーらに、ヒストリカル・クラリネットをロレンツォ・コッポラに、ロームミュージックファンデーション音楽セミナー (指揮クラス) で指揮を小澤征爾、湯浅勇治らに師事。
最新CDはソニーミュージックからリリースされた「ブラームス：クラリネット・ソナタ（全曲）、シューマン：幻想小曲集ほか」。朝日新聞特選盤、レコード芸術特選盤に選出された。
KAJIMOTO所属。

## 使用楽器
- シュヴェンク&セゲルケ Model 1000+
- ビュッフェ・クランポン Tosca GL

## テレビ出演
- 『青少年のためのコンサート〜英雄伝説〜』（2006年11月3日、NHK Eテレ）
大植英次指揮、大阪フィルハーモニー交響楽団との共演でウェーバーの『クラリネットと管弦楽のための小協奏曲』を演奏。
- 『題名のない音楽会』（テレビ朝日）
  - 「名曲 “動物の謝肉祭” に詩をつけた!」（2015年1月25日）
児玉麻里、児玉桃他との共演でサン＝サーンスの『動物の謝肉祭』を演奏。
  - 「世界が認めた新世代の音楽会」（2016年2月28日）[8]
  - 「いま音楽業界が注目する4人の音楽家たち」（2016年3月27日）[9]
  - 「2人の天才作曲家を世に送り出したクララ・シューマンの音楽会」（2019年5月18日）[10]
小菅優との共演でシューマンの『幻想小曲集作品73 (シューマン)』、ブラームスの『クラリネットソナタ (ブラームス) 、クララ・シューマンの3つのロマンス Op.21を演奏。

## ラジオ出演
- FMシンフォニーコンサート（2006年12月8日、NHK-FM）
- リサイタル・ノヴァ（2016年10月9日、NHK-FM）